# Brebeni (okręg Marmarosz)
Brebeni – wieś w Rumunii, w okręgu Marmarosz, w gminie Cernești. W 2011 roku liczyła 215 mieszkańców.